# Shire of Beverley
Shire of Beverley är en kommun i Australien. Den ligger i delstaten Western Australia, i den västra delen av landet, 3 000 km väster om huvudstaden Canberra. Antalet invånare är 1 566.
Följande samhällen finns i Shire of Beverley:
- Beverley